# Helen Walton
Helen Robson Walton, född 3 december 1919 i Claremore, Oklahoma, död 19 april 2007 i Bentonville, Arkansas, var en amerikansk filantrop. Hon var gift med Sam Walton som var grundaren till den amerikanska detaljhandelskedjan Wal-Mart Stores, Inc., som idag är världens största i sin bransch. Walton är mor till miljardärerna S. Robson Walton (1944–), John T. Walton (1946–2005), Jim Walton (1948–) och Alice Walton (1949–).
Hon avlade en kandidatexamen i företagsekonomi vid University of Oklahoma.
Hon och Sam var gifta fram till hans död 1992, när han avled av skelettcancer.
Under en tid rankades Walton som världens rikaste kvinna. När hon dog 2007 av hjärtsvikt var hon världens 29:e rikaste med en förmögenhet på $16,4 miljarder.